# Юніон (округ Вопака, Вісконсин)
Юніон (англ. Union) — місто (англ. town) в США, в окрузі Вопака штату Вісконсин. Населення — 778 осіб (2020).

## Демографія
Згідно з переписом 2010 року, у місті мешкало 806 осіб у 320 домогосподарствах у складі 237 родин. Було 396 помешкань
Расовий склад населення:
| - 98,6 % — білих - 0,5 % — корінних американців - 0,1 % — чорних або афроамериканців |

До двох чи більше рас належало 0,6 %. Частка іспаномовних становила 0,4 % від усіх жителів.
За віковим діапазоном населення розподілялося таким чином: 23,1 % — особи молодші 18 років, 61,0 % — особи у віці 18—64 років, 15,9 % — особи у віці 65 років та старші. Медіана віку мешканця становила 43,2 року. На 100 осіб жіночої статі у місті припадало 111,5 чоловіків;  на 100 жінок у віці від 18 років та старших — 116,0 чоловіків також старших 18 років.
Середній дохід на одне домашнє господарство  становив 66 651 долар США (медіана — 57 500), а середній дохід на одну сім'ю — 73 583 долари (медіана — 66 563). Медіана доходів становила 47 250 доларів для чоловіків та 35 962 долари для жінок. За межею бідності перебувало 16,6 % осіб, у тому числі 33,8 % дітей у віці до 18 років та 11,5 % осіб у віці 65 років та старших.
Цивільне працевлаштоване населення становило 383 особи. Основні галузі зайнятості: виробництво — 36,8 %, сільське господарство, лісництво, риболовля — 19,8 %, освіта, охорона здоров'я та соціальна допомога — 12,0 %, роздрібна торгівля — 9,1 %.